# Brooke Adams (attrice)
Brooke Adams (New York City, 8 febbraio 1949) è un'attrice statunitense.

## Biografia
Brooke Adams nasce a New York City dall'attrice Rosalind Gould e da Robert K. Adams, attore, produttore e vicepresidente della CBS, nonché discendente degli ex-presidenti degli Stati Uniti John Adams e John Quincy Adams. Studia recitazione e danza nelle prestigiose New York High School for the Performing Arts e School of the American Ballet. Esordisce ad appena tredici anni in un episodio della serie Assistente sociale e a sedici anni è nel cast fisso della serie O.K. Crackerby!. 
Dopo un periodo di quasi dieci anni di lontananza dalle scene, riprende la carriera artistica a metà degli anni settanta, comparendo in un grande numero di lavori televisivi e cinematografici, seppure in ruoli di secondo piano. Nel 1976 rifiuta quella che potrebbe essere l'occasione di una vita, rinunciando ad essere una delle protagoniste del celebre telefilm Charlie's Angels, ma il grande schermo di lì a poco darà all'attrice buone soddisfazioni. 
Nel 1977 esordisce da protagonista nel bizzarro horror L'occhio nel triangolo, mentre nel 1978 interpreta il ruolo per cui è maggiormente conosciuta, quello della femme fatale Abby, al centro dei desideri di Richard Gere e Sam Shepard in I giorni del cielo di Terrence Malick. Lo stesso anno interpreta il fantascientifico Terrore dallo spazio profondo di Philip Kaufman, mentre l'anno dopo è la partner di Sean Connery in Cuba e di Donald Sutherland in Un uomo, una donna e una banca. 
Dopo una serie di film minori, nel 1983 è co-protagonista del celebre La zona morta di David Cronenberg, tratto dall'omonimo romanzo di Stephen King. Nel 1984 e 1985 partecipa come co-protagonista alle miniserie Segreti e Segreti 2, tratte dagli omonimi romanzi di Shirley Conran. Nel 1988 recita a Broadway nel dramma teatrale The Heidi Chronicles e in quell'occasione conosce l'attore Tony Shalhoub, che quattro anni dopo diventerà suo marito. Nel 1991 la Adams torna ad essere protagonista di un film tratto da un racconto di Stephen King, A volte ritornano.

## Filmografia parziale

### Cinema
- L'occhio nel triangolo (Shock Waves), regia di Ken Wiederhorn (1977)
- I giorni del cielo (Days of Heaven), regia di Terrence Malick (1978)
- Terrore dallo spazio profondo (Invasion of the Body Snatchers), regia di Philip Kaufman (1978)
- Un uomo, una donna e una banca (A Man, a Woman and a Bank), regia di Noel Black (1979)
- Cuba, regia di Richard Lester (1979)
- La zona morta (The Dead Zone), regia di David Cronenberg (1983)
- Una coppia quasi perfetta (Almost You), regia di Adam Brooks (1985)
- Stuff - Il gelato che uccide (The Stuff), regia di Larry Cohen (1985)
- Kidnapping - Pericolo in agguato (Man on Fire), regia di Élie Chouraqui (1987)
- Il club delle baby sitter (The Baby-Sitters Club), regia di Melanie Mayron (1987)
- A volte ritornano (Sometimes They Come Back), regia di Tom McLoughlin (1991)
- Un marito di troppo (The Accidental Husband), regia di Griffin Dunne (2008)

### Televisione
- Assistente sociale (East Side/West Side) – serie TV, episodio 1x12 (1963)
- Kojak – serie TV, episodio 4x14 (1976)
- Pepper Anderson - Agente speciale (Police Woman) – serie TV, episodio 2x18 (1976)
- James Dean, regia di Robert Butler – film TV (1976)
- Detective Monk (Monk) – serie TV, 5 episodi (2002-2009)
- Law & Order - Unità vittime speciali (Law & Order: Special Victims Unit) – serie TV, episodio 10x02 (2009)
- BrainDead - Alieni a Washington (BrainDead) – serie TV, 5 episodi (2016)
- Mr. Monk's Last Case: A Monk Movie, regia di Randall Zisk – film TV (2023)

## Riconoscimenti
- Independent Spirit Awards
  - 1993 – Candidatura alla miglior attrice non protagonista per Nel deserto di Laramie

- Los Angeles Drama Critics Circle Award
  - 2015 – Candidatura alla miglior attrice per Happy Days

## Doppiatrici italiane
Nelle versioni in italiano delle opere in cui ha recitato, Brooke Adams è stata doppiata da:
- Micaela Esdra in I giorni del cielo
- Vittoria Febbi in Terrore dallo spazio profondo
- Lorenza Biella in Cuba
- Antonella Rinaldi in La zona morta
- Anna Rita Pasanisi in Il club delle baby sitter
- Roberta Paladini in A volte ritornano
- Valeria Perilli in Detective Monk (ep. 1x12)
- Aurora Cancian in Detective Monk (ep. 3x16)
- Paila Pavese in Detective Monk (ep. 5x14, 8x14)
- Antonella Giannini in Law & Order - Unità vittime speciali
- Graziella Polesinanti in Mr. Monk's Last Case: A Monk Movie